# هیتومی ناکامیچی
هیتومی ناکامیچی (انگلیسی: Hitomi Nakamichi؛ زادهٔ ۱۸ سپتامبر ۱۹۸۵) بازیکن والیبال اهل ژاپن است.